# 左更二
左更二，即白羊座μ（μ Ari, μ Arietis），是一个位于白羊座的恒星系统，它距离地球约338光年。
左更二包括一个光谱联星系统以及第三颗伴星。这个光谱联星系统被分类为A-型主序星，视星等为+5.74。联星系统的旋转周期为8.8年，在天球的距离为0.05角秒。伴星距离联星系统19.1角秒，视星等为12.1。
白羊座μ在中国星官系统中属于西方白虎七宿中娄宿的星官左更第二星，因此被称为左更二。